# روبرت أثرتون إدوين
روبرت أثرتون إدوين (بالإنجليزية: Robert Atherton Edwin)‏ هو عالم أرصاد نيوزيلندي، ولد في 16 أغسطس 1839، وتوفي في 15 يوليو 1911.